# Camilo Ponce Enríquez
Camilo Ponce Enríquez (Quito, 31 de enero de 1912-Quito, 13 de septiembre de 1976) fue un jurista y destacado político ecuatoriano. Fue Presidente del Ecuador desde 1956 a 1960.

## Biografía
Camilo nació en Quito el 31 de enero de 1912, siendo sus padres don José Ricardo Ponce y Doña Ana Luisa Enríquez Vélez.
Sus estudios primarios los hizo en el prestigioso Pensionado Borja de su ciudad natal y los secundarios en el Colegio San Gabriel de Quito, de los padres jesuitas.
Inició la carrera de jurisprudencia en la Universidad Central del Ecuador y la culminó en la Universidad de Chile, donde se recibió de abogado con grandes honores.
Hizo también estudios de posgrado en la Universidad del Sur de California.

### Matrimonio y descendencia
Alrededor del año 1940 contrajo matrimonio con la restauradora y coleccionista de arte Dolores Gangotena y Jijón, quien le daría cinco hijos:
- Camilo Ponce Gangotena. divorciado de Adela de Jesús María de la Paz Tobar, con descendencia.
- Enrique Ponce Gangotena.
- Margarita Ponce Gangotena.
- Inés Clara Ponce Gangotena.
- Dolores Ponce Gangotena.

## Actividad política
Desde muy joven abrazó la carrera política y se consagró a la vida pública. La vocación política no era ajena a su familia, pues su abuelo paterno, Camilo Ponce Ortiz, fue una figura descollante del Partido Conservador Ecuatoriano en el siglo XIX, en el que fue varias veces ministro, legislador y dos veces candidato a la presidencia.  En 1939 Ponce Enríquez fue fundador y secretario general del Frente Nacional que luchó por la implantación del sufragio libre en el Ecuador y posteriormente también de la Alianza Democrática Ecuatoriana (ADE), de la cual fue uno de sus principales líderes, que encabezó la Revolución del 28 de mayo de 1944 conocida como "La Gloriosa", que puso fin al gobierno del doctor Carlos Alberto Arroyo del Río, que estaba totalmente desprestigiado por la debacle territorial de 1941, y puso al doctor José María Velasco Ibarra por segunda vez en la Presidencia. Este último designó al joven Ponce Enríquez (32 años) como su Canciller y como tal le correspondió el honor de firmar, a nombre del Ecuador, la Carta de San Francisco que creó la Organización de las Naciones Unidas.

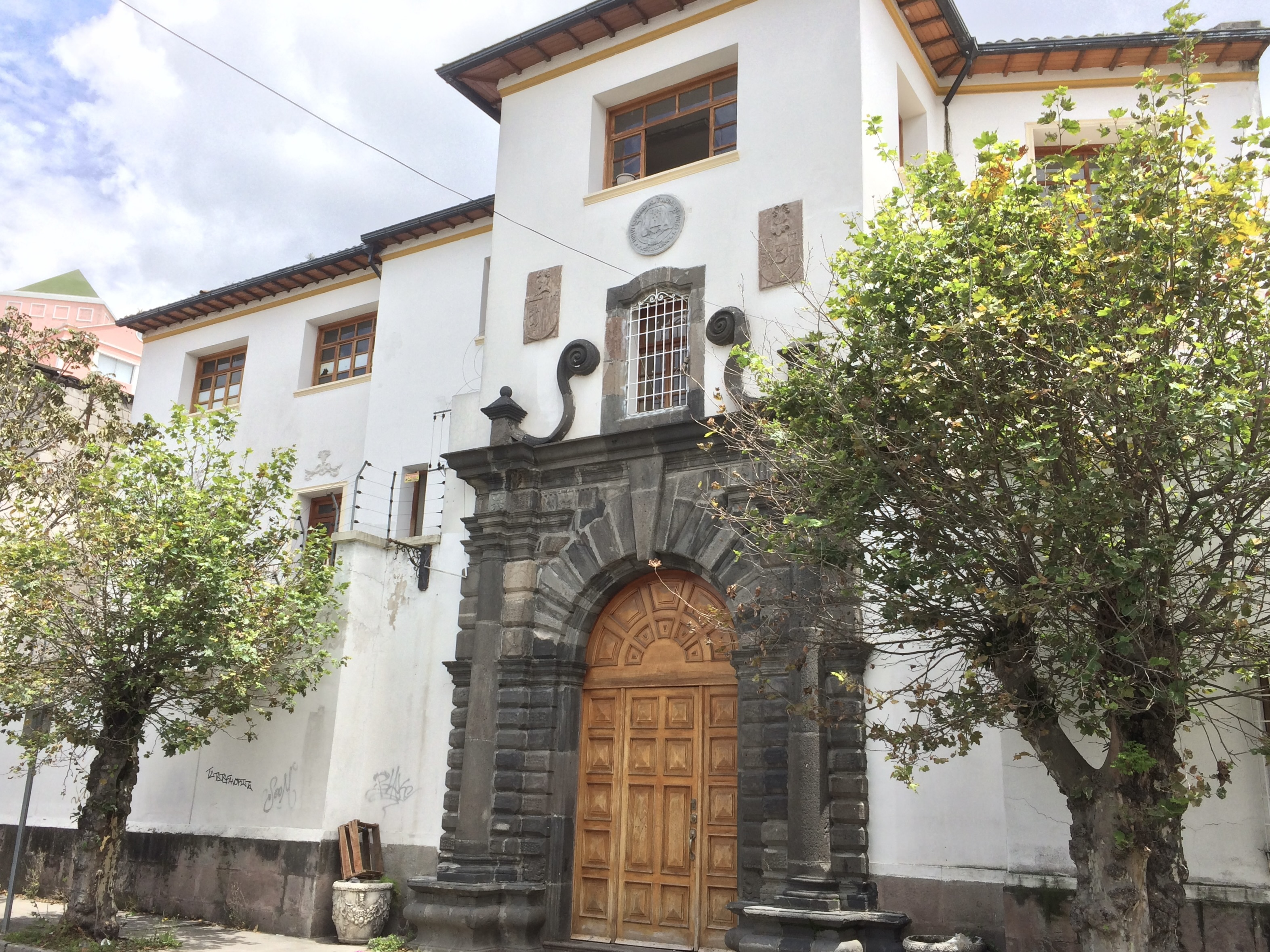
Residencia de Camilo Ponce Enríquez, en el sector de La Mariscal, Quito.

Con una imagen política creciente, antes había sido ya electo Vicepresidente del Consejo Municipal de Quito, en 1946 fue elegido diputado por la Provincia de Pichincha a la Asamblea Constituyente, que lo designó Vicepresidente de la misma. Fue fugazmente ministro de obras públicas en el gobierno de Mariano Suárez Veintimilla y en 1951, junto con Sixto Durán Ballén y otros jóvenes políticos y profesionales de orientación cristiana fundaron el Movimiento Social Cristiano (MSC), el cual se convertiría posteriormente en el Partido Social Cristiano (PSC). Fue elegido senador funcional por la agricultura, pero dada su figuración y prestancia política, Velasco Ibarra lo nombra Ministro de Gobierno durante su tercer mandato (1952-1956), junto a Ponce Enríquez es el único de los cinco períodos que Velasco Ibarra culmina sin ser derrocado. Como ministro de gobierno, que en los hechos equivalía a un primer ministro, Ponce Enríquez acusa una oposición cerrada de liberales y socialistas que lo interpelan políticamente en el Congreso Nacional por dos ocasiones.  
Resultó candidato para las siguientes elecciones presidenciales, en las cuales se impuso por estrecho margen al joven liberal Raúl Clemente Huerta, en las elecciones presidenciales de 1956.

## Presidencia Constitucional del Ecuador
Su mandato (1956-1960), a pesar del escepticismo de muchos, intentaría ser un ejemplo de tolerancia y libertades ciudadanas hasta poco antes del final, en que se vería empañado por los tristes acontecimientos de junio de 1959, en que la represión  dejaría un saldo trágico de varios centenares de muertos en Guayaquil. Fue también una administración que dejó al país considerable obra pública. Ponce administró el país con austeridad y fomentó su desarrollo en todos los órdenes. Su legado en infraestructura y obra pública es visible hasta nuestros días: los edificios del Palacio Legislativo, de la Cancillería, del Instituto de Seguridad Social, del Hotel Quito, de las residencias universitarias, los aeropuertos de Quito y Guayaquil, la restauración del Palacio del Gobierno y de la sala capitular de San Agustín, el Puerto Marítimo de Guayaquil (edificios, dársenas, muelles, bodegas), considerado al terminarse como el mejor de la costa pacífica de Sudamérica, el Estadio Modelo, el inicio del Puente de la Unidad Nacional, el puente de Las Juntas, el túnel Agoyán, la Escuela Superior Politécnica del Litoral (ESPOL), etc.
Dotó a las Fuerzas Armadas de edificios, bases y equipos. Se mostró incansable en la obra vial de carreteras, puentes, túneles y en telecomunicaciones y puertos. Y en lo social promulgó el seguro de cesantía para empleados privados y obreros. No se podía esperar de él una transformación social; pero tapó la boca a sus adversarios con la eficacia operativa, la separación de la Iglesia y del Estado y un gobierno que intentó equilibrar las influencias de las oligarquías regionales de la Sierra y de la Costa. Consolidó las instituciones de la democracia formal, dio aire a los partidos políticos y supo mostrarse más grande que la oposición de propios y extraños. 

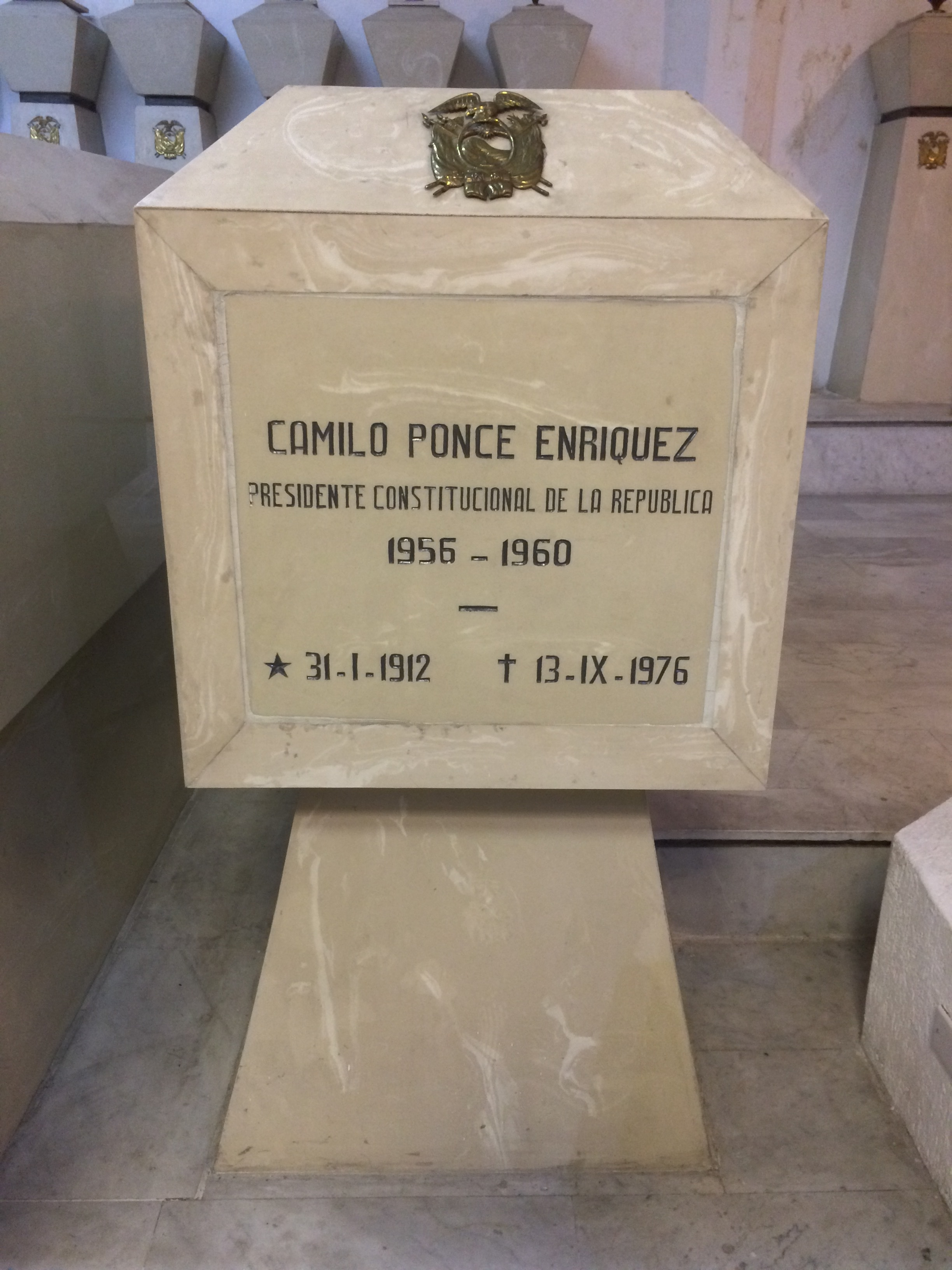
Tumba de Camilo Ponce Enríquez en el Panteón nacional de jefes de Estado del Ecuador.

Al terminar su mandato, entregó constitucionalmente el poder, para cerrar un período de estabilidad democrática que no tuvo el país en muchos años y se mantuvo apartado de la política durante unos años, hasta que volvió para oponerse a la dictadura militar que se instauró a partir de 1963.  Participó activamente en el retorno a la democracia e interviene nuevamente como candidato presidencial en 1968, en la que luego de una cerrada campaña, fue derrotado por pocos votos por Velasco Ibarra.  A partir de ahí declina su actividad política personal, pero quedaría su legado doctrinal e ideológico a través del Partido Social Cristiano, que sería una fuerza electoral determinante en los años que siguieron al retorno democrático de 1979.  Camilo Ponce Enríquez fallece en Quito el 13 de septiembre de 1976.Su tumba se encuentra en el Panteón nacional de jefes de Estado.

### Matanza estudiantil de 1959
El noviembre negro de Ponce ocurrió en junio de su tercer año de Gobierno. Luego del suicidio del conscripto Pablo García Macías a consecuencia de los maltratos propinados por el capitán Galo Quevedo, el pueblo de Portoviejo se sublevó y linchó al capitán. La gente fue reprimida. Era el 28 de mayo de 1959. Habían bajado las exportaciones bananeras y había desempleo. Los estudiantes guayaquileños decretaron un paro de solidaridad con Portoviejo el dos de junio, en el que pidieron la renuncia de varios funcionarios del gobierno. Las manifestaciones se tornaron violentas y fueron reprimidas con mucha vehemencia. En el acto murieron varios estudiantes, cuyos cadáveres en su mayoría fueron escondidos por la fuerza policial. Esto generó más indignación popular.  Se sumaron a la causa universitarios y desempleados que entre el dos y tres de junio atacaron y dieron muerte a varios policías. También empezaron los saqueos, empezando por la casa del intendente. El tres de junio luego de que se lograra rescatar y sepultar los cuerpos de seis de los estudiantes asesinados, los manifestantes intentaron  incendiar el Cuartel Modelo de la policía y luego la jefatura de seguridad, núcleo de la pesquisa poncista. Mientras tanto, delincuentes infiltrados que aprovecharon la situación saquearon la casa de empeños y agravaron el caos en la ciudad. El presidente Camilo Ponce decretó entonces la Ley Marcial, tras lo cual los tanques del Ejército que se habían congregado en Guayaquil el día anterior, apoyados por la Marina, recibieron la orden del Coronel Luis Ricardo Piñeiros, transmitida por el propio presidente, de abrir fuego contra la muchedumbre. La artillería militar contaba con ametralladoras antiaéreas que dispararon a quema ropa a todo el que se encontraba en las calles. La balacera duró varias horas. Los datos oficiales hablaban de 16 muertos y 89 heridos, sin embargo fuentes de testigos presenciales afirman que los muertos fueron varios centenares, entre 500 y 800, dependiendo de las fuentes.
Otro testimonio plasmado en una carta escrita a Alejandro Carrión, director de la revista La Calle, por el hermano de un fallecido,
Julio Enrique Plúas Manzano, se ratifica que la acción del ejército fue brutal.  

Sr. Carrión, una cosa es relatar los hechos y otra, haberlos visto personalmente. Centenares de cadáveres, recogidos en camiones del ejército como simples cosas, mi ser se estremece al recordar el canto mortal de las ametralladoras principalmente el centro comercial “El Sol”. Un tanque se estacionó en la esquina de 10 de agosto y Morro (Almacén Internacional) y sembró la muerte; setenta u ochenta cadáveres, los proyectiles perforaron y atravesaron las paredes del almacén. Los cadáveres fueron unos enterrados en fosas comunes en diversos lugares, otros arrojados al agua cortándoles la barriga. Todos estos datos son verídicos y no son obra de la fantasía o pasión. La noche del 3 a partir de las 9 de la noche transité por todo el lugar de los trágicos acontecimientos, con un pase militar firmado por el Capitán Colón Alvarado y otras veces uniformado de bombero y vi entre 500 a 800 cadáveres.

Ponce declaró más tarde: 

"... Guayaquil estuvo al borde de la destrucción.... yo... tuve que hacerles frente, mereciendo el aplauso de lo más representativo de Guayaquil y la justificación del Congreso... yo ordené que la fuerza pública salvara a Guayaquil... y lo volvería a hacer en circunstancias análogas".

 También manifestó que los caídos durante la acción policial, fueron "hampones y prostitutas". Sobre estos acontecimientos, poco se ha podido revelar de fuentes fidedignas. El propio Ponce Enríquez posicionó los hechos de esa manera ante la opinión pública, cerrando así toda posibilidad a cualquier tipo de investigación. Nunca se supo la cifra real de muertos, como tampoco sus nombres ni mucho menos la de los responsables.
Si se toma la versión que afirma que los muertos superaron los 500, la matanza de 1959 se convertiría en la peor masacre perpetrada por el Estado en toda la historia republicana. Superaría en víctimas a la Masacre de obreros del 15 de noviembre de 1922 y la de Aztra en 1977, siendo sólo superada por la Revolución Liberal. Varios académicos e historiadores se maravillan de como estos hechos han sido silenciados por los medios de comunicación.

## Otras actividades
Ponce Enríquez destacó como importante agricultor y promotor de iniciativas como la Editorial La Unión, que publicaría el diario El Tiempo, de importante circulación por varias décadas en Ecuador. También fue profesor de Derecho Constitucional en la Pontificia Universidad Católica del Ecuador.

## Condecoraciones y méritos
- Gran Collar de la Orden Nacional de San Lorenzo, designada al Gran Maestre de la Orden de mayor rango en el Ecuador, presidida por el presidente de la República de turno y que él mismo reactivó.  En efecto, durante su presidencia fue restaurada la Orden de la Gran Cruz de San Lorenzo, bajo el nombre de Orden Nacional de San Lorenzo como parte de los festejos conmemorativos a los 150 años de la gesta del 10 de agosto de 1809. Esta condecoración se restableció mediante decreto ejecutivo N°1329 del 10 de agosto de 1959, y fue publicado en el Registro Oficial N°923 del 19 de septiembre de ese mismo año, reconociendo además a los primeros condecorados por la Junta de Gobierno presidida por Montúfar.[11]

## Sucesión
| Predecesor: Carlos Arroyo del Río     | Miembro de la Junta Provisional de Gobierno del Ecuador (Gobierno de Facto) 28 de mayo de 1944 - 1 de junio de 1944 | Sucesor: José María Velasco Ibarra |
| Predecesor: Francisco Guarderas       | Ministro de Asuntos Exteriores de la República de Ecuador 31 de mayo de 1944 - 30 de julio de 1945                  | Sucesor: José Vicente Trujillo     |
| Predecesor: José María Velasco Ibarra | Presidente de la República del Ecuador 1 de septiembre de 1956 - 1 de septiembre de 1960                            | Sucesor: José María Velasco Ibarra |